# Tổ Xung Chi
Tổ Xung Chi (chữ Hán: 祖沖之; 429-500) là nhà khoa học nổi tiếng thời Nam Bắc triều trong lịch sử Trung Quốc. Ông là người đầu tiên trên thế giới tính được số pi chính xác đến 7 chữ số thập phân cùng nhiều phát minh khoa học xuất sắc khác.

## Thân thế
Tổ Xung Chi tự là Văn Viễn (文遠), người đất Vu, Phạm Dương. Cuối triều Tây Tấn, gia đình ông chuyển về miền nam. Ông sống dưới 2 triều đại Lưu Tống và Nam Tề thời Nam Bắc triều.
Ông nội Tổ Xung Chi là Tổ Xương, làm quan đứng đầu ngành xây dựng trong triều đình Lưu Tống. Tổ Xung Chi từ nhỏ đã đọc nhiều sách, tinh thông kinh điển Nho gia, Lão Tử, Trang Tử, nhưng ông nghiên cứu sâu sắc nhất về thiên văn học, lịch pháp, số học và kỹ thuật chế tạo đồ vật. Ông thường xuyên quan sát sự vận động của mặt trời và các thiên thể, ghi chép lại tỉ mỉ. Mọi người đều ca ngợi ông là người học rộng tài cao.
Năm 452, ở Nam triều, con Tống Văn Đế là Lưu Tuấn, tức là Tống Hiếu Vũ Đế. Triều Lưu Tống dần suy yếu. Tống Hiếu Vũ Đế nghe danh tiếng Tổ Xung Chi, cử ông đến làm ở một cơ quan chuyên về khoa học, gọi là "Khoa lâm học tề". Ông mặc dù không thích làm quan nhưng làm việc ở đây, ông có điều kiện chuyên tâm nghiên cứu. Năm 461, Tổ Xung Chi làm việc trong phủ thứ sử Nam Từ Châu, trước sau đảm nhiệm các chức vụ Tòng sự sử, tham quân công phủ của Nam Từ Châu.

## Tính số pi
Thời cổ, tỷ lệ giữa đường tròn và đường kính được tính bằng tỷ lệ 3/1. Đến thời Đông Hán, Trương Hành (78 - 139) cho rằng π là căn bậc 2 của 10. Thời Tào Ngụy (khoảng năm 263), nhà toán học Lưu Huy dùng phương pháp cát tuyến, Lưu Huy tính được chu vi của hình 3072 cạnh nội tiếp, tính ra được giá trị của π là 3,1416, bằng cách tăng số cạnh của đa giác bên trong đường tròn.
Tổ Xung Chi nghiên cứu để tìm ra số pi chính xác cao hơn. Phương pháp tính toán của ông hiện đã thất truyền, nhưng người ta cho rằng phải dùng tới đa giác đều 12288 hoặc 24576 cạnh (= 213 × 3) nội tiếp hình tròn mới tìm ra được số pi như kết quả mà Tổ Xung Chi để lại, theo đó pi nằm trong khoảng từ 3,1415926 đến 3,1415927. Số pi của ông chính xác đến 7 chữ số thập phân sớm nhất trên thế giới, đến 900 năm sau, năm 1427 Al Kasi người Ba Tư mới tìm được số pi với 17 chữ số thập phân. Đây là một thành tích đáng nể vào thời đó nếu chúng ta biết Tổ Xung Chi chỉ dùng các que tính bằng gỗ sắp xếp theo hình thù khác nhau để tính toán các con số.
Tổ Xung Chi đã đề xuất sử dụng tỉ số 355/113 (~ 3,14159, 密率, mật suất) và 22/7 (~ 3.142, 約率, ước suất) để ước tính giá trị của số pi. Nhà toán học Nhật Bản Tam Thượng Nghĩa Phu đã nhận xét: nếu tỉ số 22/7 không khác mấy so với giá trị đã được Archimedes tính ra cách đó mấy trăm năm, tỉ số 355/113 không hề được ghi nhận trong bất kỳ tài liệu Hi Lạp, Ấn Độ hay Ả Rập nào trước đó, mãi đến năm 1585 nhà toán học Hà Lan Adriaan Anthoniszoon tính được con số tương tự. Vì vậy tỉ số 355/113 xứng đáng mang tên của Tổ Xung Chi.

## Các thành tựu khoa học khác

### Tính khối cầu
Cha con Tổ Xung Chi và Tổ Hằng còn đóng góp vào việc tìm ra công thức tính ra thể tích khối cầu, gọi là Tổ thị công lý hay "Nguyên lý Tổ thị". Phương pháp này phương Tây gọi là "nguyên lý Cavalieri". Thế nhưng sự phát hiện của Cavalieri là sau Tổ Xung Chi đã hơn nghìn năm.

### Lịch pháp
Bộ lịch pháp mới do ông soạn thảo hoàn thành vào năm 462 thời Tống Hiếu Vũ Đế (Lưu Tuấn), niên hiệu Đại Minh (457 - 485), do đó được gọi là "Đại Minh lịch", năm đó ông 33 tuổi. Tổ Xung Chi tiếp thu thành quả từ Nguyên Gia lịch do Hà Thừa Thiên soạn thời Tống Văn Đế, niên hiệu Nguyên Gia.
Nhận thấy Nguyên Gia lịch còn nhiều sai sót, ông tham khảo thêm phương pháp của Ngu Hỷ đời nhà Tấn; sau đó tiếp thu học thuyết 600 năm có 221 tháng nhuận (thuyết trước đó là 19 năm có 7 tháng nhuận) do Thái sử lệnh Triệu Phỉ nước Bắc Lương (Ngũ Hồ thập lục quốc) sáng tạo ra. Trên cơ sở đó, ông đổi lại thành quy luật cứ 391 năm thì có 144 tháng nhuận. Đại Minh lịch của Tổ Xung Chi tính được một năm có 365,24281481 ngày, nhỏ hơn so với tính toán của Nguyên Gia lịch về quỹ đạo Trái Đất đi quanh Mặt Trời rất nhiều. Sự tính toán trong lịch pháp của ông về số ngày hồi quy năm (giữa 2 kì Đông chí) chỉ kém có 50 giây so với sự trắc định của khoa học hiện đại, ngoài ra còn tính toán chu kỳ Mặt Trăng đi vòng quanh Trái Đất lệch có 1 giây.
Ông xin vua cho ban hành lịch, nhưng bị đại thần Đái Pháp Hưng phản đối kịch liệt. Đái Pháp Hưng cho rằng "Tổ Xung Chi dám tự tiện thay đổi lịch pháp, là hành động ly kinh bại đạo, không thể chấp nhận được, lịch pháp là do người xưa đặt ra, người đời sau không được thay đổi". Tổ Xung Chi nói "Nếu quả thật ngài có luận cứ thực tế nào thì cứ đứa ra bàn luận, không nên nói những lời sáo rỗng để dọa người".
Vua vốn sủng ái Đái Pháp Hưng, nên cử nhiều người có kiến thức về lịch đến tranh luận, nhưng luận cứ của họ đều bị Tổ Xung Chi đánh đổ. Tuy nhiên, vua vẫn không ban hành lịch của ông.
Mãi tới 10 năm sau khi ông mất, đến năm 510, con ông là Tổ Hằng dâng sớ tranh luận, Lương Vũ Đế mới chuẩn y cho ban hành.

### Phục chế Xe chỉ nam
Xe chỉ nam vốn khác với kim chỉ nam, không dùng nam châm mà chỉ dựa vào tác dụng của bánh xe răng cưa, khiến ngón tay chỉ phương hướng của người gỗ gắn trên xe không bao giờ đổi hướng. Người sáng tạo ra xe chỉ nam là Mã Quân đời Tào Ngụy (Tam Quốc). Sau đó Lệnh Hồ Sinh nước Hậu Tần (384 – 417) thời Ngũ Hồ thập lục quốc tạo ra một chiếc xe như vậy cho vua Hậu Tần Diêu Hưng.
Năm 417, Lưu Dụ diệt Hậu Tần, mang chiếc xe làm chiến lợi phẩm về Kiến Khang, nhưng máy móc chiếc xe bị hư hỏng, khi xe di chuyển thì ngón tay người gỗ không di chuyển theo. Đến cuối thời Lưu Tống, Tiêu Đạo Thành nắm quyền trong triều Lưu Tống sai Tổ Xung Chi sửa xe đó. Ông dùng đồng chế ra máy mới, xoay chuyển được như xe đời trước.

### Thuyền thiên lý
Ngoài ra, tương truyền Tổ Xung Chi còn chế tạo ra Thuyền thiên lý, cho thí nghiệm ở Tân Đình Giang (phía tây nam Nam Kinh ngày nay), một ngày có thể đi hơn 100 dặm, nhưng sách vở để lại ghi chép không rõ ràng nên không rõ dùng động lực nào để đẩy thuyền đi. Ngoài ra ông còn biết lợi dụng sức nước làm cối xay ngũ cốc.

### Chú giải và viết sách
Ông còn chú giải quyến sách cổ "Cửu chương toán thuật", cuốn "Trùng Sai" của Lưu Huy. Ông còn viết ra cuốn "Xuyết thuật" được triều nhà Đường đưa vào "Toán kinh thập thư", trở thành sách toán học của trường Quốc Tử Giám triều nhà Đường. Bấy giờ, học "Xuyết thuật" phải mất 4 năm.
Ngoài ra, Tổ Xung Chi còn giỏi về âm luật, chơi cờ, viết ra cuốn tiểu thuyết "Thuật dị ký". Tổ Xung Chi viết khá nhiều sách, nhưng phần lớn đều đã thất truyền.

## Cuối đời
Khi Tổ Xung Chi tuổi về già, tình hình chính trị xã hội đen tối, đời sống nhân dân vô cùng khổ cực. Chỉ huy cấm vệ Tống là Tiêu Đạo Thành diệt Tống đến năm 479 thì xưng đế, lập ra nhà Nam Tề (tức Tề Cao Đế).
Ngụy Vương của Bắc Triều đã thừa cơ điều đại quân đánh xuống miền nam. Tổ Xung Chi rất quan tâm tới tình hình chính trị đương thời. Vào quãng thời gian giữa năm 494 đến năm 498, khi ông đảm nhiện chức hiệu úy Trường Thủy đã viết bài "An biên Luận", kiến nghị triều đình nên khai khẩn đất hoang, phát triển nông nghiệp, ổn định lòng dân, củng cố quốc phòng. Tề Minh Đế đọc qua bài này định cử Tổ Xung Chi đi tuần sát tứ xứ, tạo dựng một số ngành nghề có lợi cho quốc kế dân sinh. Nhưng vì chiến tranh xảy ra liên miên, kiến nghị này cuối cùng vẫn không thực hiện được.
Năm 500, thời Tề Hòa Đế, Tổ Xung Chi qua đời, hưởng thọ 72 tuổi.

### Hậu duệ
Con ông là Tổ Hằng cùng cháu nội Tổ Hào kế nghiệp, Tổ Hằng chu tâm nghiên cứu, tập trung cao độ đến nỗi sấm dền sét đánh cũng không biết, nhiều lúc ông vừa đi vừa nghĩ về đề tài. Có 1 lần vừa đi vừa nghĩ, ông đâm sầm vào vị đại quan là Từ Miễn. Như người ngủ mê sực tỉnh, ông mới vội vàng chào hỏi và xin lỗi. Từ Miễn thấy ông say mê như thế nên không quở trách.

### Vinh danh
Nhằm kỷ niệm ông, người ta đã đặt tên cho dãy núi ở phía sau Mặt Trăng là "Dãy núi Tổ Xung Chi" và đặt tên cho Tiểu hành tinh 1888 là "Tiểu hành tinh Tổ Xung Chi".